# Nominel rente
Nominel rente et udtryk der anvendes i to forskellige betydninger. Dels som et synonym for den pålydende rente på et lån, dels om det der formelt hedder nominel årlig rente - en rentesats, der tager hensyn til antallet af rentetilskrivninger over året ("renters rente"). 
Den første af betydningerne svarer til brugen af "nominal interest" på engelsk. På grund af forvekslingsmuligheden med "nominel årlig rente" bruges begrebet i dag sjældent. Den anden betydning kaldes også "debitorrenten", og har tidligere kaldtes "effektiv rente". 
Ved de fleste forbrugslån og banklån foretages løbende rentetilskrivning måneds- eller kvartalsvis, hvilket indebærer, at den samlede rente der skal betales er noget højere end den pålydende årlige rente. Den nominelle årlige rente indgår i beregningen af de årlige omkostninger i procent (ÅOP), der af professionelle långivere skal oplyses i forbrugerforhold. 
Som et eksempel på at "nominel rente" har været brugt om "nominel årlig rente", har en tidligere version af Skiltningsbekendtgørelsen (under Markedsføringsloven) defineret begrebet nominel rente som den årlige rente inklusive renters rente. I den nyeste version af bekendtgørelsen bruges i stedet betegnelsen "debitorrenten".